# Dumitru Țepeneag

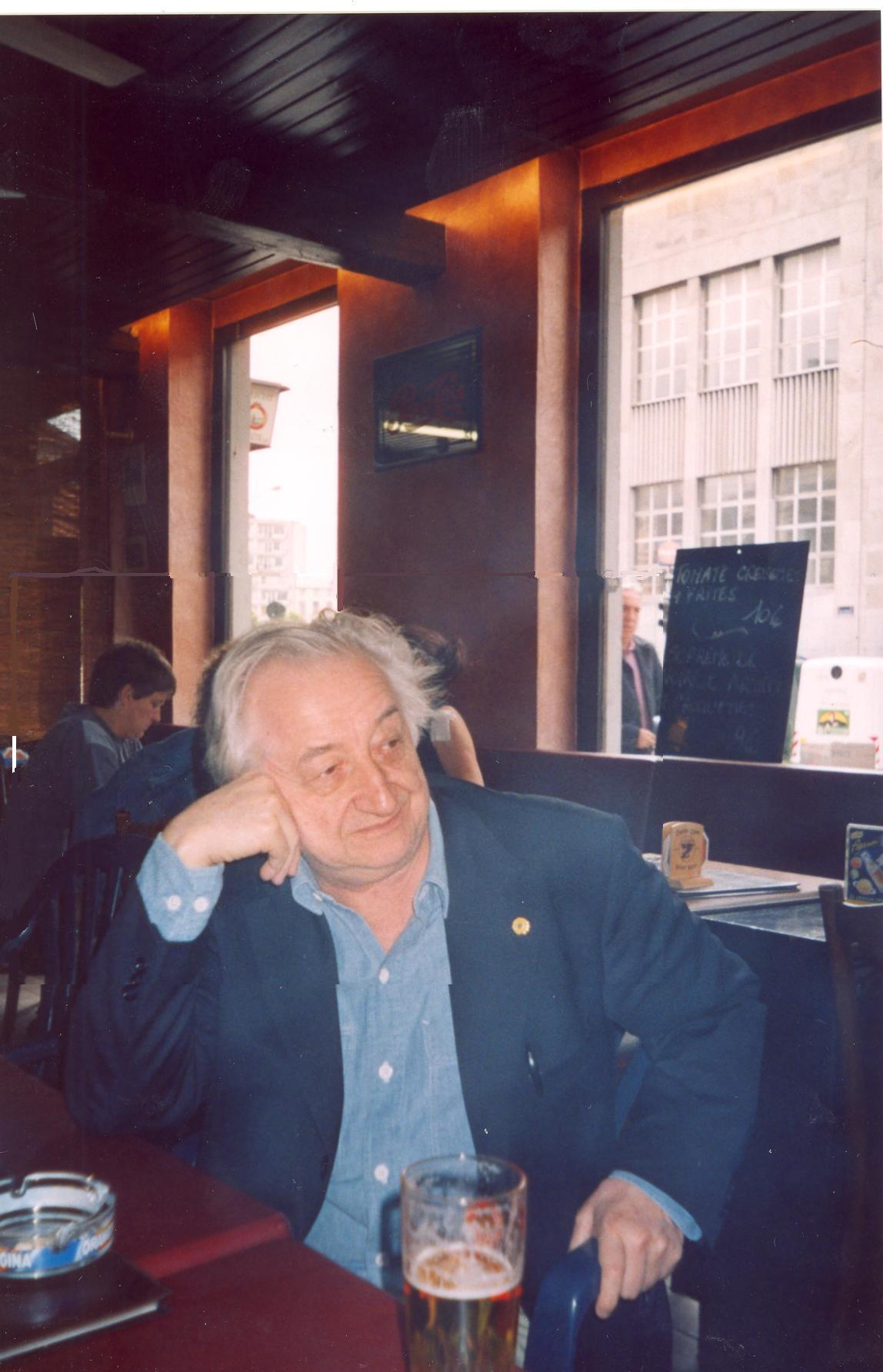
Dumitru Tsepeneag (2009)

Dumitru Tsepeneag (rum. Dumitru Țepeneag; * 14. Februar 1937 in Bukarest, Rumänien) ist ein rumänischer Übersetzer (Französisch/Rumänisch) und Schriftsteller.

## Leben
Țepeneag absolvierte die Mihai-Viteazul-Schule in Bukarest und schrieb sich dann an der juristischen Fakultät der Universität Bukarest ein. Er beendete sein Studium nicht und wurde stattdessen am Bukarester Pädagogischen Institut zum Lehrer ausgebildet.

## Werke (Auswahl)
- Hotel Europa. Alexander Fest, Berlin 1998, ISBN 3-8286-0053-0